# Cap Cross

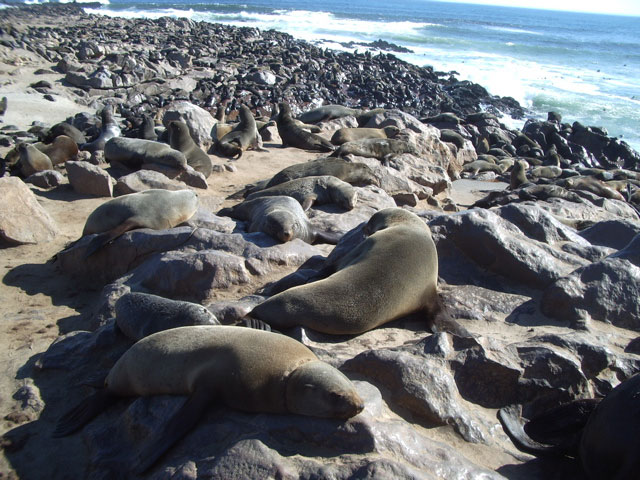
Colònia d'ossos marins afroaustralians.

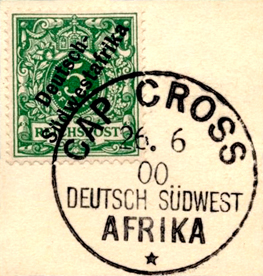
Segell del missatge imperial d'Àfrica del Sud-oest Alemanya mata-segells Cape Cross 1900

El cap Cross (en anglès Cape Cross, en afrikaans: Kaap Kruis; en alemany: Das Kreuzkap; en portuguès: Cabo da Cruz) és un petit cap que es troba a l'Atlàntic sud, a la costa dels Esquelets,a Namíbia.

## Història
El 1484 el rei Joan II de Portugal encarregà al navegant i explorador portuguès Diogo Cão de seguir l'exploració de la costa atlàntica d'Àfrica en l'intent de trobat una ruta marítima cap a l'Índia i les illes de les espècies. En el camí havia d'escollir alguns punts especialment rellevants per tal de reclamar-los per a Portugal mitjançant la creació de creus de pedra anomenades padrãos.
Durant el seu primer viatge, el 1482, va arribar fins a uns 150 km al sud-oest de l'actual Benguela, a Angola. En el segon viatge, entre 1484 i 1486, Cão va arribar a cap Cross el gener de 1486, sent el primer europeu a visitar aquesta zona. Durant aquest viatge va viatjar uns 1.400 quilòmetres més al sud que en l'anterior. Se sap que va construir dos padrãos, un a Monte Negro, i l'altre a Cape Cross. El nom actual de l'indret deriva d'aquest padrão. Actualment a Cap Cross hi ha dues rèpliques d'aquesta primera creu.
La segona expedició de Cão va tenir lloc tan sols dos anys abans de Bartolomeu Dias superés amb èxit el Cap de Bona Esperança, el 1488.

## Padrão
El padrão original fou eliminat el 1893 pel capità de corbeta Gottlieb Becker, cap del SMS Falke de la marina de guerra alemanya, i portat a Berlín. Una senzilla creu de fusta va ser posada al seu lloc. Dos anys després la creu de fusta fou reemplaçada per una rèplica de pedra. En aquell temps la zona pertanyia a l'Àfrica Sud-occidental Alemanya.
A finals del segle xx, gràcies a donacions privades, una altra creu, més semblant a l'original, es va erigir al Cap Cross, de manera que en l'actualitat hi ha dues creus.
La inscripció al padrão posa:
| « | L'any 6685 després de la creació del món i 1485 després del naixement de Crist, el brillant i visionari rei Joan II de Portugal va ordenar a Diogo Cão, cavaller de la cort, descobrir aquesta terra i erigir aquest padrão aquí. | » |

## Reserva natural
El cap Cross és una àrea protegida propietat del govern de Namíbia amb el nom de Cape Cross Seal Reserve, sent la llar d'una de les majors colònies d'ossos marins afroaustralians del món i una de les 15 colònies que hi ha al país.